# Carlos José de Lorena
Carlos José de Lorena (1680-1715), también conocido como Carlos III, en su calidad de obispo de Olmütz, fue un prelado alemán.

## Biografía
Carlos José Antonio Juan Ignacio Félix de Lorena, fue el segundo hijo del duque Carlos V de Lorena. Fue obispo de Olmütz (1695-1711) y príncipe obispo de Osnabrück (1698-1715) como candidato que era de la Casa del Palatinado, con la oposición de los Brandeburgo, gracias al pago de una enorme suma al capítulo de Tréveris.
Inició su carrera eclesiástica como estudiante en la catedral de Colonia en 1687, convirtiéndose en canónigo de la misma. Posteriormente fue canónigo de Osnabrück en 1691; de la catedral de Trento en 1692; después, de la catedral de Olmütz; de Trieste en 1702 y de Lieja en 1715. Fue asimismo desde 1689 abad del capítulo de la Iglesia primicial de la Anunciación de Nancy y desde 1693, gran prior de la Orden de Malta en Castilla y León. En 1694 era comendador de la Abadía de Magione en la Archidiócesis de Palermo y de la Abadía de San Esteban de Bolonia y de la de Clairvaux en la diócesis de Senigallia y el 13 de septiembre de 1699 de la de Lisle-en Barrois.
El 13 de septiembre de 1694 fue elegido por el capítulo de Olmütz obispo coadjutor del entonces obispo. El 20 de enero de 1695 recibe la confirmación de Inocencio XII. En esta confirmación, el pontífice prevé que podrá llevar la administración del mismo, una vez cumplidos los veinticinco años y la administración espiritual a los treinta años  El 23 de septiembre de 1695, tras la muerte del obispo reinante, se convierte en obispo de Osnabrück.
El 14 de abril de 1698 es elegido obispo de Osnabrück. El 27 de septiembre del mismo año es confirmada esta investidura por el pontífice, que le permite además conservar el obispado de Olomütz.
Tras el intento secularizador de su hermano Leopoldo en su ducado de Lorena, el papa se niega a confirmar su elección como príncipe-abad de Stavelot (1701) y como obispo de Münster (1706). A pesar de la falta de reconciliación entre Leopoldo I y el Santo Padre, recibe la confirmación como arzobispo coadjutor de Tréveris, cargo para el que fue elegido por el capítulo el 24 de septiembre de 1710. Al morir el arzobispo elector reinante, el 6 de enero de 1711 también se hizo cargo del gobierno de la archidócesis, renunciado al obispado de Olomütz. Ya en 1711 fue capaz de hacer uso de sus derechos electorales en la elección de Carlos VI. A partir de entonces continuó viviendo entre Tréveris, Luneville, Osnabrück y Viena.
Fue ordenado subdiácono en 1703.
Participó también en las negociaciones en torno al final de la Guerra de Sucesión Española y logró que las fuerzas de ocupación francesas abandonaran el arzobispado en 1714.
Murió de viruela durante una visita a Viena, siendo enterrado inicialmente en los iglesia de los minoritas, un año después fue transferido a la Cripta Imperial donde descansa desde entonces.

## Sucesión
| Predecesor: Johann Hugo von Orsbeck                       | Arzobispo Elector de Tréveris y Príncipe-Abad de Prüm 1711 - 1715                                | Sucesor: Francisco Luis de Neoburgo                             |
| Predecesor: Ernesto Augusto, duque de Brunswick-Luneburgo | Obispo de Osnabrück 1698 - 1715                                                                  | Sucesor: Ernesto Augusto II de Hannover, duque de York y Albany |
| Predecesor: Carlos II de Liechtenstein-Kastelkorn         | Obispo de Olmütz 1695 - 1711                                                                     | Sucesor: Wolfgango Aníbal de Schrattenbach                      |
| Predecesor: Don Alonso Pérez de Guzmán el Bueno           | Gran Prior de Castilla y de León en la Orden de San Juan de Jerusalén vulgo de Malta 1690 - 1715 | Sucesor: Infante don Fernando                                   |

- Esta obra contiene una traducción  derivada de «Karl III. Joseph von Lothringen» de Wikipedia en alemán, publicada por sus editores bajo la Licencia de documentación libre de GNU y la Licencia Creative Commons Atribución-CompartirIgual 4.0 Internacional.
- Esta obra contiene una traducción  derivada de «Charles Joseph of Lorraine» de Wikipedia en inglés, publicada por sus editores bajo la Licencia de documentación libre de GNU y la Licencia Creative Commons Atribución-CompartirIgual 4.0 Internacional.

- Datos: Q651883
- Multimedia: Karl Joseph Johann Anton Ignaz Felix von Lothringen / Q651883